# Preston & Barbieri
Preston & Barbieri is een Italiaanse attractiefabrikant uit Reggio Emilia. Het maakt verschillende attracties voor attractieparken en kermissen. Het bedrijf is ontstaan na een fusie van de bedrijven Preston en Barbieri Rides.

## Geschiedenis

### Barbieri Rides
Barbieri Rides was opgericht in 1954 en was gevestigd in Reggio Emilia. De eerste attracties die het bedrijf maakte waren de botsauto's en breidde later het assortiment verder uit met verschillende attracties. Er werd in 1994 een shuttle-achtbaan gebouwd, model Grand Canyon, in pretpark Bugok Hawaii in Zuid-Korea.

### Preston
Preston was opgericht in 1986 en ook gevestigd in de provincie Reggio Emilia. Preston bouwde al vanaf de beginjaren een assortiment aan attracties. De eerste achtbaan opende in de jaren 1990 en was van het model Wacky Worm, een achtbaanmodel dat door meerdere fabrikanten wordt gemaakt.

### Fusie tot Preston & Barbieri
In 2000 is Barbieri Rides gefuseerd met Preston. Sindsdien gaat het bedrijf door het leven als Preston & Barbieri. Na het faillissement van L&T Systems in 2009 heeft Preston & Barbieri de rechten voor hun attracties overgekocht. Momenteel biedt Preston & Barbieri ongeveer 50 attracties aan van verschillende typen en modellen.

## Attracties

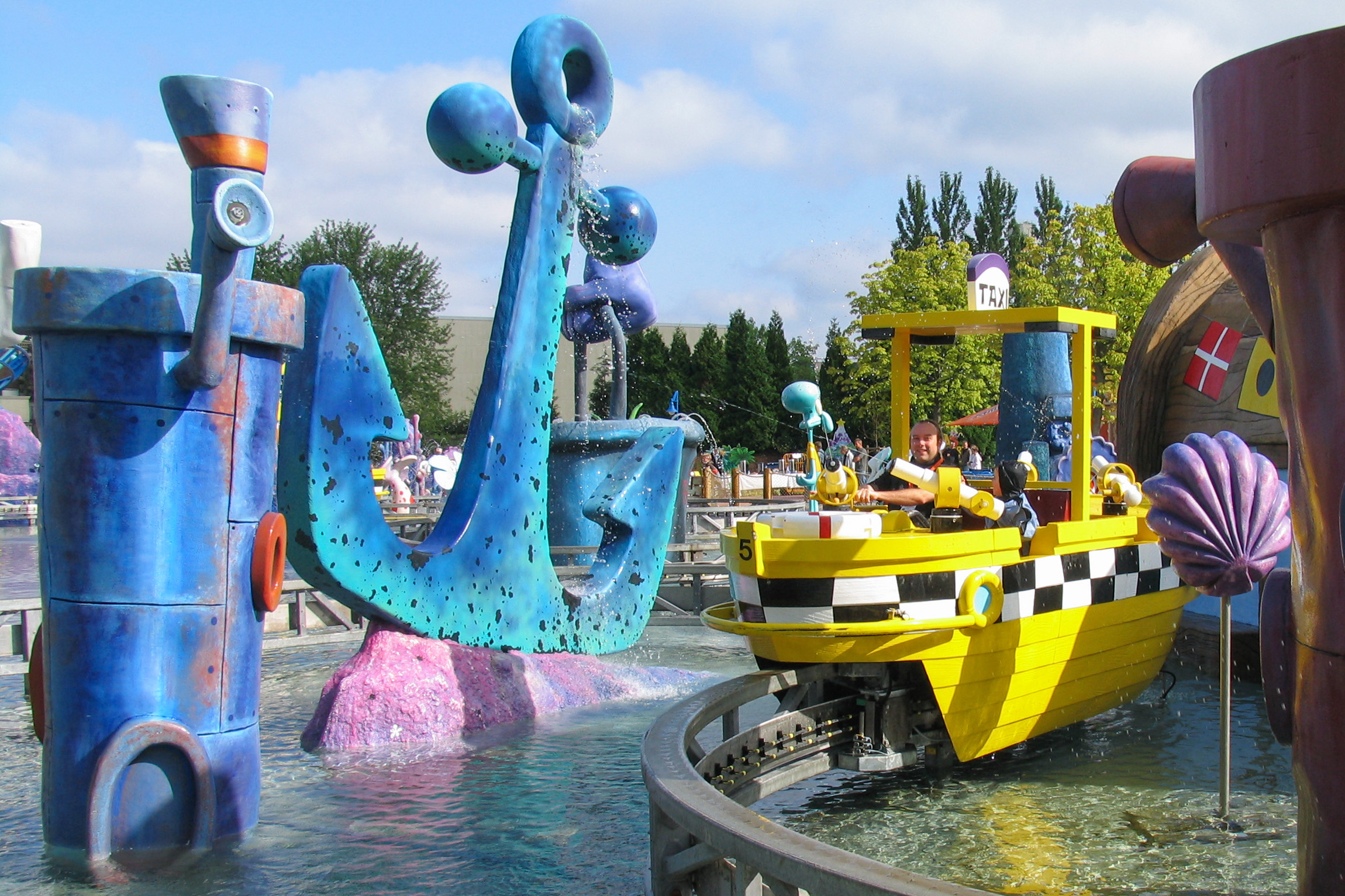
SpongeBob Splash Bash, een Splash Battle attractie in Movie Park Germany

### Waterattracties
- Hara Kiri Raft Slide
- Splash Battle
- Boomstamattractie
- Rapids River
- Waterspeeltuin
- Water clash, een grote draaischrijf met waterspuiten erop die rond een ring draait waar mensen elkaar kunnen natspuiten.

### Achtbanen
De volgende achtbaanmodellen zijn geproduceerd door Preston & Barbieri of een van hun voorlopers:
- Anaconda
  - Model: 2.0
  - Model: 58m x 26m Extended

- Double Coaster

- Family Coaster
  - Model: 30 x 14 m
  - Model: Compact
- Junior Coaster
- Mini Coaster, met verschillende achtbaantreinen
- Spinning Coaster
- Splash Coaster
- Wacky Worm
- Wild Mouse
- Grand Canyon

### Overige attracties
- Botauto's, verschillende groottes
- Reuzenrad, verschillende groottes
- Rondrit, met verschillende wagentjes
- Monorail
- Rupsbaan
- Rotor
- Toren
- Kleine valtoren
- Schommelschip
- Watercarrousel
- Zweefmolen
- Draaimolen
- Lasershoot darkride
- Een aantal spin 'n puke attracties
  - Bush Wash
  - Crazy House
  - Deep water
  - Polyp
  - Red Baron
  - Theekopjesattractie